# John Motley Morehead III
John Motley Morehead III. (geboren 3. November 1870 bei Spray, North Carolina; gestorben 7. Januar 1965) war ein US-amerikanischer Erfinder und Unternehmer, Gründer von Union Carbide.
Er war der Sohn des Eisenbahn-Unternehmers und Industriellen James Turner Morehead (1840–1908) und Enkel des Gouverneurs von North Carolina John Motley Morehead.  Morehead studierte Chemie an der University of North Carolina (UNC) bei Francis Preston Venable mit dem Abschluss 1891.  Danach arbeitete er in der Firma Willson Aluminium Corporation, die Thomas Willson mit seinem Vater gegründet hatte, ursprünglich um Aluminium zu produzieren, mit elektrischer Energie der Wassermühlen der Baumwollspinnerei in Spray von Moreheads Vater. Dabei entdeckte Willson eine Methode, günstig Calciumcarbid und damit Acetylen herzustellen. Zunächst arbeitete er aber, da das Potential der Erfindung damals noch gering war, für eine New Yorker Bank und Westinghouse Electric. Erst 1897 stieg er wieder in die Electro-Gas Company seines Vaters ein (die auch Ferrochrom herstellten), die 1895 die Calciumcarbid-Patente von Willson für die USA übernommen hatten. 1898 wurden sie von der Peoples Gas Light and Coke Company in Chicago übernommen und die Calciumcarbid-Sparte in der Gründung von Union Carbide 1898 gebündelt. 1917 fusionierten sie mit anderen Herstellern zur Union Carbide & Carbon Corporation (UCC).
Morehead heiratete 1915 und war im Ersten Weltkrieg Major. Er war auch Bürgermeister seines Wohnorts Rye (New York) und 1930 bis 1933 Botschafter in Schweden unter Präsident Hoover. 1926 wurde er Ehrendoktor der University of North Carolina und 1931 erhielt er die Goldmedaille der Königlich Schwedischen Akademie der Wissenschaften. 1945 gründete er eine Stiftung, die Stipendien für College-Studenten in North Carolina vergibt. Außerdem stiftete er großzügig der UNC, wo ein Gebäude, eine Kunstgalerie und das Planetarium und Observatorium nach ihm benannt sind.
Er war zweimal verheiratet (nach dem Tod seiner ersten Frau 1945 heiratete er 1948 erneut). Beide Ehen waren kinderlos.